# セベロ・サルドゥイ
セベロ・サルドゥイ（Severo Sarduy、1937年2月25日 - 1993年6月8日）は、キューバの詩人、作家、劇作家、文学評論家、芸術批評家である。彼の作品のいくつかは、男性の同性愛と服装倒錯を明確に扱っている  。 

## 経歴
スペイン、アフリカ、中国の遺産の労働者階級の家族で生まれたサルドゥイは、カマグエイの高校でトップの学生であり、1956年にハバナに移り、そこで医学の研究を始めた。キューバ革命の勝利で、彼はディアリオ・リブレとマルクス主義派の新聞であるルネス・デ・レヴォルシオンと協力した。 1960年に彼はEcoleduLouvreで勉強するためにパリに旅行した。そこで彼は、雑誌テル・ケルを制作した知識人のグループ、特に彼が公然と関わった哲学者フランソワ・ヴァールと関係があった。
サルデュイは、スイユ出版社の読者として、またRadiodiffusion-TélévisionFrançaiseの編集者およびプロデューサーとして働いていた。サルドゥイは1年後に奨学金がなくなったとき、キューバに戻らないことに決めた。カストロ政権に不満を抱き、同性愛者への迫害と作家への検閲を恐れたサルドゥイは、家に帰ることはなかった。
1972年に彼の小説「Cobra」は彼にメディシス賞を受賞した。彼はスペイン語で書いている最も優秀なエッセイストの一人であり、詩人として最も偉大な一人と見なされていた。彼は多かれ少なかれ秘密の画家でもあった。彼の作品の主要な回顧展は、彼の死後、マドリードのレイナソフィア美術館で開催された。
彼は自伝的作品「Pájarosdelaplaya」（Suzanne Jill LevineとCarol MaierによってBeachBirdsとして翻訳された）を終えた直後にエイズによる合併症のために亡くなった。

## 邦訳作品
- 『コブラ』荒木亨 訳 晶文社 1975年
- 『歌手たちはどこから』木村榮一 訳 国書刊行会〈ラテンアメリカ文学叢書10〉1979年1月

- 『歪んだ真珠 バロックのコスモロジー』旦敬介 訳 筑摩書房〈バロック・コレクション4〉1989年1月

## 作品
- Gestos. 1963. Novel
- De donde son los cantantes. 1967
- Escrito sobre un cuerpo. 1969. Essays
- Flamenco. 1970. Poems.
- Mood Indigo. 1970. Poems
- La playa. 1971. Pieza radiofónica / radio play
- La caída. 1971. Pieza radiofónica / radio play
- Relato. 1971. Pieza radiofónica / radio play
- Los matadores de Hormigas. 1971. Pieza radiofónica / radio play
- Flamenco. 1971. Poems
- Mood Indigo. 1971. Poems
- Cobra. 1972. Novel
- Barroco. 1974. Essays
- Para la voz. 1977. Radio Plays ("La playa," La caida," Relato," and "Los matadores de Hormigas")
- Big Bang. 1974. Poems
- Maitreya. 1978. Novel
- Daiquiri. 1980 . Poems
- La simulación. 1982. Essay
- Colibrí. 1984.  Novel
- Un testigo fugaz y disfrazado. 1985 Poems
- El cristo de la Rue Jacob.1987. Essays
- Nueva inestabilidad. 1987. Essays
- Ensayos generales sobre el barroco. 1987. Essays
- Cocuyo.  1990.  Novel
- Pájaros de la playa. 1993. Published posthumously just one month after his death.
- Obra Completa, Two volumes. 1999. Edited by Francois Wahl. UNESCO. Paris.